# Ichneumon hirtus
Ichneumon hirtus là một loài tò vò trong họ Ichneumonidae.